# Ivo Jevnikar
Ivo Jevnikar, novinar, urednik, raziskovalec, publicist, kulturni delavec, *  8. januar 1954, Trst.

## Življenje in delo
Ivo Jevnikar se je rodil v Trstu; oče je bil Martin, profesor, mati Neda (rojena Abrami), profesorica. Obvezno šolanje je opravil na slovenskih šolah v Trstu, maturiral je leta 1972 na slovenskem Državnem klasičnem liceju v Trstu. Od leta1978 je član tržaške časnikarske zbornice, od leta 1980 pa je bil zaposlen na časnikarskem oddelku Italijanske radiotelevizije RAI za Radio Trst A. Tu je bil od 20. februarja 2014 glavni in odgovorni urednik slovenskega novinarskega oddelka tako za radio kot za televizijske sporede, do leta 2017, ko se je upokojil .
Ivo Jevnikar je postal član STS (Slovenskih tržaških skavtov) leta 1962, od leta 1972 je bil tajnik organizacije, soudeležen je pri nastanku SZSO – Slovenske zamejske skavtske organizacije. Leta 1971 je sodeloval pri nastanku in nato je bil do leta 1977 glavni urednik razmnoženega mesečnika tržaških skavtinj in skavtov Jambor, za katerega je redno pisal (podpisoval se je s skavtskim imenom Krotki bivol), sodeloval je s skavtskimi in drugimi članki tudi v Pastirčku. Od leta 1973 je v uredniškem odboru revije Mladika iz Trsta, kjer objavlja predvsem strokovne članke o manjšinski problematiki in o zgodovini. Kot pisec mnogih gesel je sodeloval pri  Primorskem slovenskem biografskem leksikonu. Zamislil si je in že mnogo let ureja knjižno zbirko Krožka za družbena vprašanja Virgil Šček v Trstu, kjer je doslej izšlo več kot 50 knjig zgodovinske, pravne in družboslovne vsebine. Skoraj vsako leto je kakšen Jevnikarjev prispevek v Koledarju Goriške Mohorjeve družbe. Redno piše tudi v Novi glas, Zvon, Dom in svet, občasno je objavljal v Slovencu,,” večkrat se oglaša tudi v Primorskem dnevniku Družini in še v marsikateri reviji ali listu. Med zgodovinskimi raziskavami je omembe vredno Jevnikarjevo preučevanje »primorskih padalcev«, ki je izhajalo v mesečniku Mladika in iz česar je nastal tudi dokumentarni film Samo idealisti – Junaška in tragična zgodba primorskih padalcev  (RAI Trst, 2018, režija: Marija Brecelj).
Sklad Josipa Jurčiča v Ljubljani mu je leta 2009 podelil nagrado za izjemne novinarske dosežke.
Ivo Jevnikar se tudi politično angažira. Od 10. maja 1986 do 17. aprila 1994 je bil deželni tajnik SSk – Slovenske skupnosti, edine samostojne slovenske stranke v Italiji, še prej pa je bil od leta 1972 njen pokrajinski tajnik. Večkrat je s slovensko stranko tudi kandidiral na volitvah. Leta 2015 mu je vodstvo stranke podelilo plaketo, na kateri je vgravirano: Slovenska skupnost izreka priznanje in zahvalo za nesebično in požrtvovalno štiridesetletno delo v korist narodnostnim pravicam Slovencev v Italiji.
Mnoga leta sodeluje na Študijskih dnevih Draga, kot organizator, moderator in tudi kot predavatelj. Aktivno je vpet v delovanje Društva slovenskih izobražencev iz Trsta. Od leta 2003 je predsednik Knjižnice Dušana Černeta in od leta 2007 je v odboru, ki podeljuje Černetovo nagrado. Predsednik je tudi Slovenskega dobrodelnega društva iz Trsta. Že več let je predsednik tržaške založbe Mladika. Ivo Jevnikar je tudi član upravnega odbora Fundacije Narodni dom.